# Hubertus Busche
Hubertus Busche (* 26. Februar 1958) ist ein deutscher Philosoph und Professor für Philosophie an der Fernuniversität in Hagen.

## Leben
Busche studierte von 1977 bis 1983 die Fächer Philosophie, Germanistik und vergleichende Religionswissenschaft an der Universität Bonn. 1985 wurde er mit einer Dissertation über Hegels Frühschriften an der Universität Bonn zum Dr. phil. promoviert. Von 1992 bis 1995 war er Stipendiat der Deutschen Forschungsgemeinschaft. Die Habilitation erfolgte 1996 an der Universität Bonn mit einer Studie zur Entwicklung der Philosophie des frühen Leibniz. Seit 2003 ist Busche ord. Professor an der FernUniversität in Hagen und leitet dort das Lehrgebiet Philosophie I. 2004 gründete er zusammen mit Stefan Hessbrüggen-Walter die European Society for Early Modern Philosophy (ESEMP), war von 2004 bis 2007 deren Gründungspräsident und ist seitdem ihr Schatzmeister. Seit 2017 ist Busche Mitherausgeber des Archivs für Begriffsgeschichte.
Busches Arbeitsschwerpunkte liegen in der Erkenntnistheorie, Ontologie und Metaphysik, der Kulturphilosophie und der Geschichte der Philosophie.

## Schriften (Auswahl)
- Das Leben der Lebendigen. Hegels politisch-religiöse Begründung der Philosophie freier Verbundenheit in seinen frühen Manuskripten, Bonn 1987 (Hegel-Studien, Beih. 31).
- (Mithg.): Bewußtsein und Zeitlichkeit. Ein Problemschnitt durch die Philosophie der Neuzeit, Würzburg 1990.
- Leibniz’ Weg ins perspektivische Universum. Eine Harmonie im Zeitalter der Berechnung, Hamburg 1997.
- Die Seele als System. Aristoteles' Wissenschaft von der Psyche, Hamburg 2001.
- (Hg.): Gottfried Wilhelm Leibniz: Frühe Schriften zum Naturrecht. Mit einer Einleitung und Anmerkungen Lateinisch – Deutsch, Hamburg 2003 (Philosophische Bibliothek Meiner, Bd. 543).
- (Hg.): Gottfried Wilhelm Leibniz: Monadologie (Klassiker Auslegen, Bd. 34), Berlin 2009.
- (Hg.): Philosophische Aspekte der Globalisierung, Würzburg 2009.
- (Mithg.): Kant als Bezugspunkt philosophischen Denkens. Festschrift für Peter Baumanns zum 75. Geburtstag, Würzburg 2010.
- (Hg.): Departure for Modern Europe. A Handbook of Early Modern Philosophy (1400–1700), Hamburg 2011.
- (Hg.): Philosophische Aspekte der Ökonomie, Würzburg 2011.
- (Hg.): Solidarität. Ein Prinzip des Rechts und der Ethik, Würzburg 2011.
- (Mithg.): Die Humanitäre Intervention in der ethischen Beurteilung, Tübingen 2013.
- (Mit Thomas Fuchs): Zwei Philosophen der Medizin – Leibniz und Jaspers, Berlin 2017.
- (Mithg.): Antike Interpretationen zur aristotelischen Lehre vom Geist. Texte von Theophrast, Alexander von Aphrodisias, Themistios, Johannes Philoponos, Priskian (bzw. »Simplikios«) und Stephanos (»Philoponos«). Mit einer Einleitung und Anmerkungen Griechisch/Lateinisch – Deutsch, Hamburg 2018 (Philosophische Bibliothek Meiner, Bd. 694).
- (Mithg.): Kultur – Interdisziplinäre Zugänge, Wiesbaden 2018.
- (Mithg:): Mode als Prinzip der Moderne? Ein interdisziplinärer Erkundungsgang, Tübingen 2019.[2]
- (Mithg.): Recht und Billigkeit. Zur Geschichte der Beurteilung ihres Verhältnisses, Tübingen 2021.
- (Mithg.): Das Naturrechtsdenken von Leibniz vor dem Hintergrund der Säkularisierung, Berlin 2021.
- (Mithg.): Erklären in den Kultur- und Sozialwissenschaften, Hagen, Hagen University Press 2025.